# Збараж (станція)
Зба́раж — проміжна залізнична станція Тернопільської дирекції Львівської залізниці на неелектрифікованій лінії Тернопіль — Ланівці між станціями Тернопіль (24 км) та Ланівці (39 км). Розташована в місті Збараж Тернопільського району Тернопільської області.

## Історія
Станція відкрита 25 лютого 1906 року, під час введення в експлуатацію дільниці Тернопіль — Збараж.
На фасаді будівлі вокзалу встановлена меморіальна дошка на честь пам'ятної події: «Тут на залізничній станції міста Збаража 29.V.1919 залізничний курінь з кіннотою зустрічав Голова Директорії Головний отаман військ УНР Симон Петлюра».

## Пасажирське сполучення
На станції Збараж зупиняються лише приміські поїзди.
| Рух поїздів по станції Збараж |                              |                              |
| №                             | Маршрут сполучення           | Примітки                     |
| Приміське сполучення          |                              |                              |
| 6241                          | Ланівці — Тернопіль          | Щоденно, крім неділі         |
| 6244                          | Тернопіль — Ланівці          | Щоденно, крім суботи         |
| Далеке сполучення             |                              |                              |
| 651/652                       | Чернівці — Козятин           | Курсував з 1951 по 2013 роки |
| 675/676                       | Івано-Франківськ — Шепетівка | Курсував з 1951 по 2013 роки |

## Галерея

Краєвиди станції Збараж
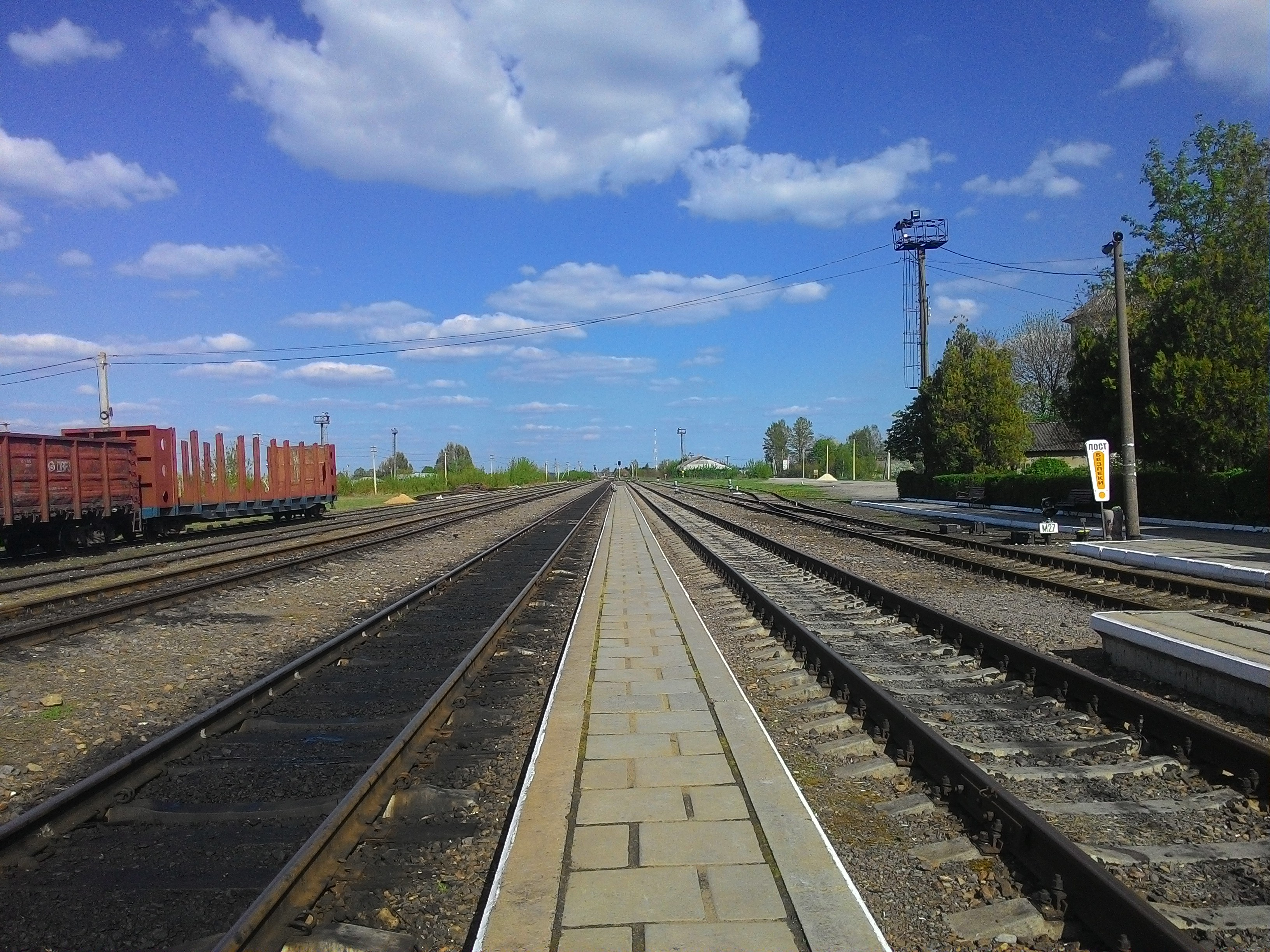
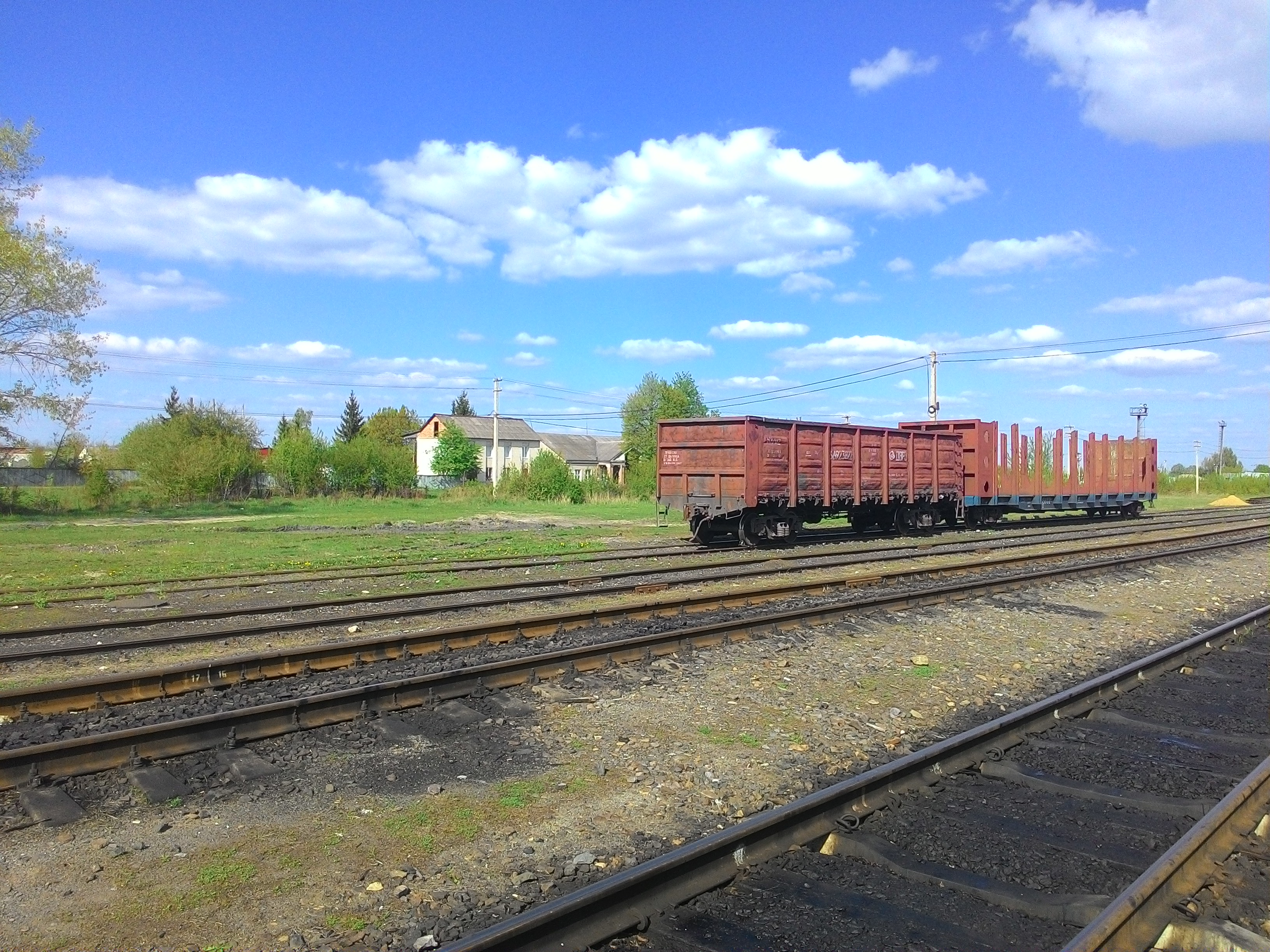
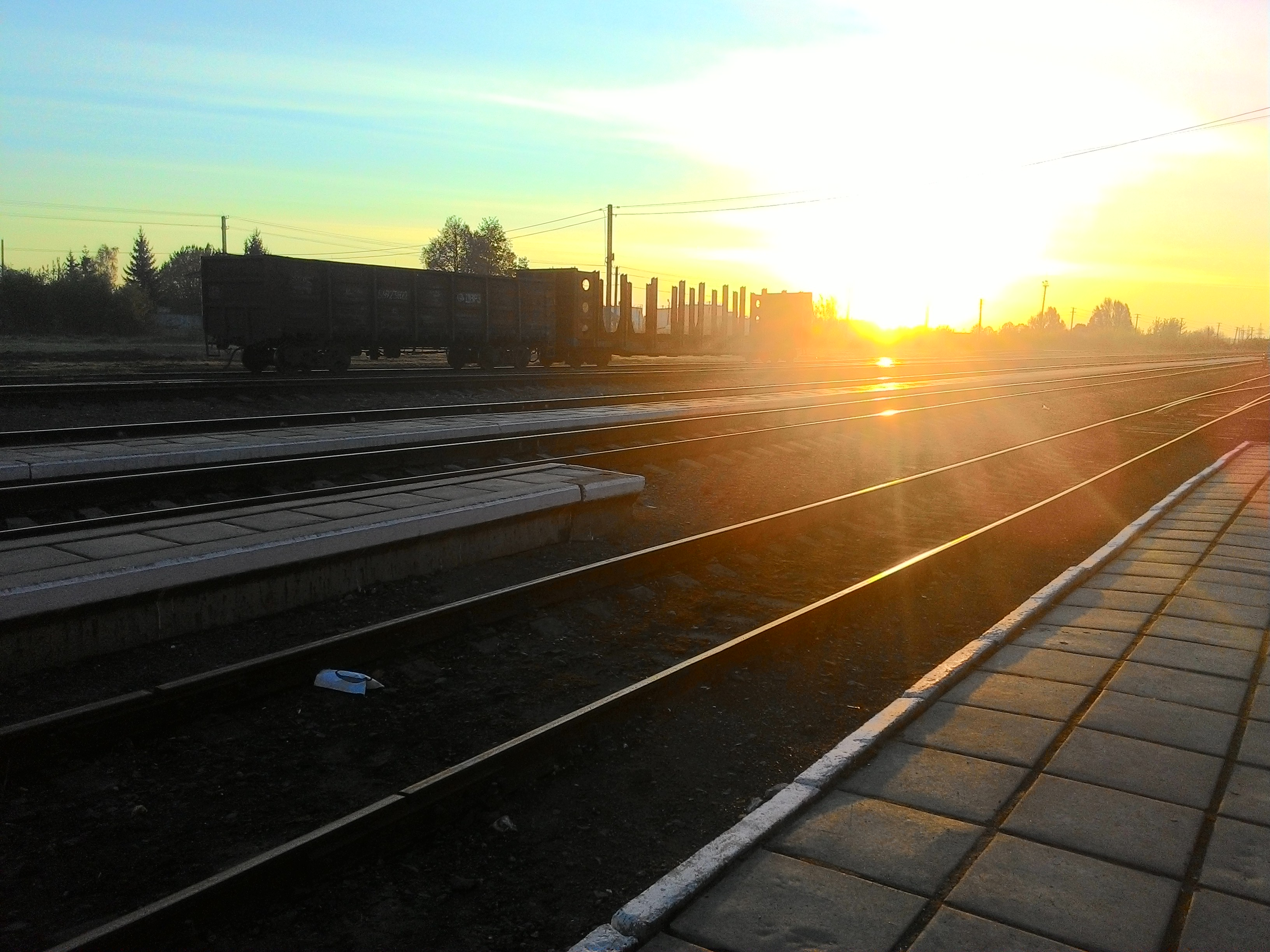